# Жуково (Кривошиїнський район)
Жу́ково (рос. Жуково) — село у складі Кривошиїнського району Томської області, Росія. Входить до складу Кривошиїнського сільського поселення.

## Населення
Населення — 407 осіб (2010; 513 у 2002).
Національний склад (станом на 2002 рік):
- росіяни — 88 %